# Ернст Барлах
Ернст Барлах  (нім. Ernst Barlach; 2 січня 1870, Ведель, Гольштейн — 24 жовтня, 1938, Росток) — німецький скульптор, прихильник експресіонізму. Працював також як художник, графік і письменник.

## Життєпис. Ранні роки
Народився в місті Ведель, Гольштейн. Батько — Барлах Георг Готлиб, мати — Луїза Воллерт. Ернст — був старший син в родині, де було четверо дітей. З дитинства мав хист до малювання.

## Навчання
У 1888–1891 навчався в школі мистецтв міста Гамбург. 1891–1895 — навчання в місті Дрезден, де слухав лекції по скульптурі Роберта Дейза. Мешкав два роки в Парижі, де займався здебільшого літературною творчістю.

## Зрілі роки
1901 р. — повернувся в Німеччину. Жив в місті Ведель. До цього періоду відносяться його твори з кераміки. 1906 р. — подорожував до Російської імперії, що дала російські теми для його скульптур. Барлах не був митцем для аристократів, теми його робіт — знедолені, жебраки, представники бідних верств населення Німеччини, Російської імперії («Російська жебрачка» (1906), «Російські закохані» (1908)). В останньому творі він подав двох селян — хлопця з балалайкою та дівчину в хустці, що слухає його гру. Фігури виліплені узагальнено при збереженні характерних національних деталей.
В цей період мав стосунки зі своєю моделлю, що народила від нього позашлюбного сина. Барлах розірвав з нею стосунки, через що мав судові утиски два роки. Його громадянська дружина Марга Бемер була з ним до смерті. А після неї — стала спадкоємицею творчої спадщини митця, зберігачкою і охоронницею.
З 1910 р. — Барлах відвідує виставки Берлінського сецесіону і бере в них участь як скульптор. Серед його перших меценатів — Павло Кассірер. В тому ж році Барлах перебрався в місто Гюстров (Мекленбург), де побудував власний будинок та художню майстерню.
В роки Першої світової війни Барлах брав участь у військових діях на боці Німеччини у 1915—1916 рр. З війни повернувся переконаним пацифістом, пригніченим сценами насильства, масовою загибеллю молодих солдат, травматичною епідемією і велетенською кількістю засліплих і скалічених людей.
Трагічне світосприйняття, що і раніше було притаманне митцю, з роками лише посилюється. Він вивчає зразки скульптур німецького середньовіччя. Національна скульптура доби готики справляє значний вплив на художню манеру скульптора, що стає все більш узагальненою, майже схематичною при посиленні духовності, спіритуалістичної насиченості, трагізму.
По закінченню війни, в роки Веймарської республіки скульптор отримав визнання. Він також отримав декілька замов на створення монументів загиблим в роки 1-ї світової війни. Ним створені монументи в містах Кіль (Меморіал скорботи), Гамбург, Гюстров, Магдебург.
Політична ситуація в Німеччині змінилася на цілком протилежну після приходу до влади німецьких фашистів. 1933 р. вийшов нацистський маніфест щодо художньої та культурної політики фашистів, які вимагали прибрати геть усі скульптури-монументи, що нагадували про поразку Німеччини у 1-у світову війну. Їх визнали образливими для національної свідомості німецької нації і гідними знищення якомога швидше. Навіть гіпноз світових імен на кшталт Лембрука чи Барлаха не сприяли тепер збереженню їх творів, які фашисти кваліфікували як «дегенеративне мистецтво». Частка творів Барлаха була викинута з державних установ і церков у 1937 р., а проти митця розпочата ганебна кампанія звинувачень. Більш ніж 400 творів і монументів скульптора підпали під нацистську категорію «дегенеративне мистецтво», продані за кордон або знищені. Монумент з міста Гюстров переплавили на метал. Прихильники скульптора врятували форми відливок і після 1945 року і поразки фашистської Німеччини відновили частку знищених монументів.
Сам скульптор до цього не дожив. Він хворів і помер у віці 68 років в лікарні у 1938 р. в місті Росток. Тіло поховали в місті Рацебург.

## Вибрані твори (скульптура)
- Жебрачка з чашею (1905)
- Російська жебрачка (1906)
- Російські закохані (1908)
- Поранений, (1912), Метрополітен-музей, США
- Мойсей (1919)
- Страждання людства (1919)
- Сводня (1920)
- Бог-отець (1922)
- Аскет (1925)
- Зустріч (1926)
- Духоборець, м. Кіль
- Янгол, що летить
- Милосердя, Господи!, м. Москва, Росія
- Дівчина, м. Москва
- Співак, (1928), галерея мистецтв, Онтаріо, Канада
- Два ченці, (1932), Художній інститут Чикаго, США
- серія малюнків, Художній інститут Чикаго, США
- Розіп'ятий Христос, монумент загиблим у 1-у світову війну (модель), Інститут Курто, Лондон
- Іван Богослов на острові Патмос, гравюра, музей мистецтв, Базель, Швейцарія

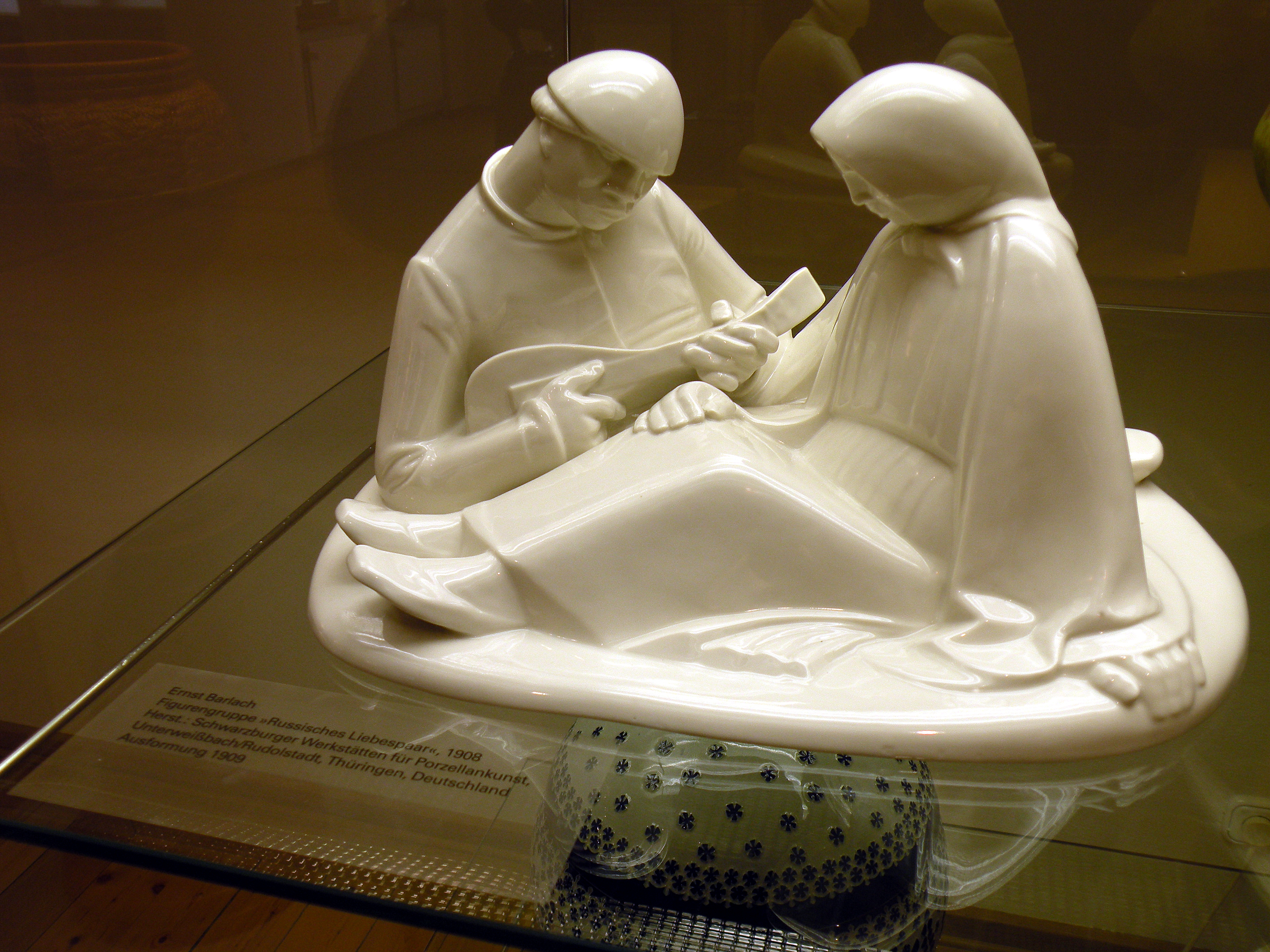
Барлах Э. Російські закохані
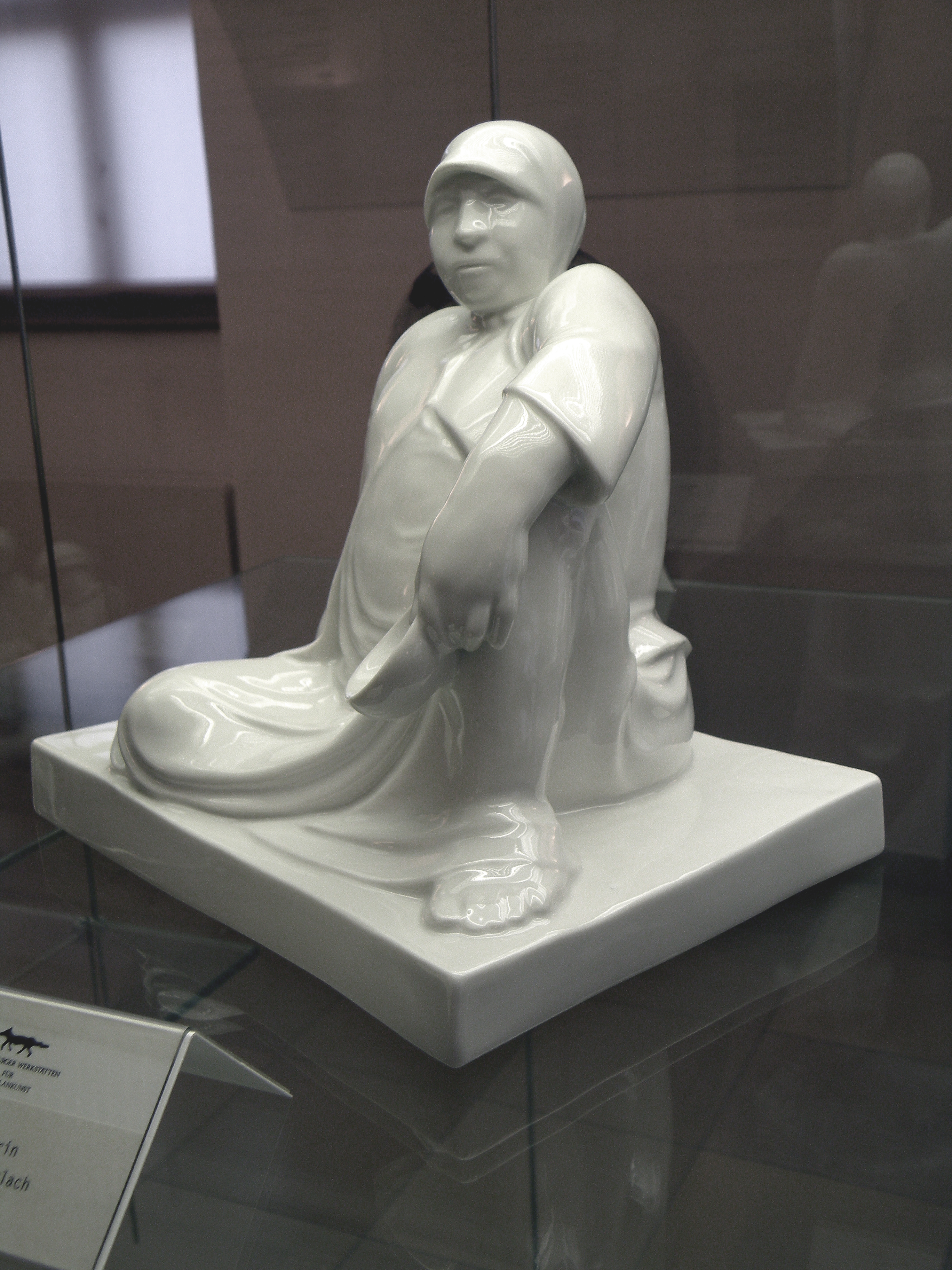
Жебрачка з чашею для милостині
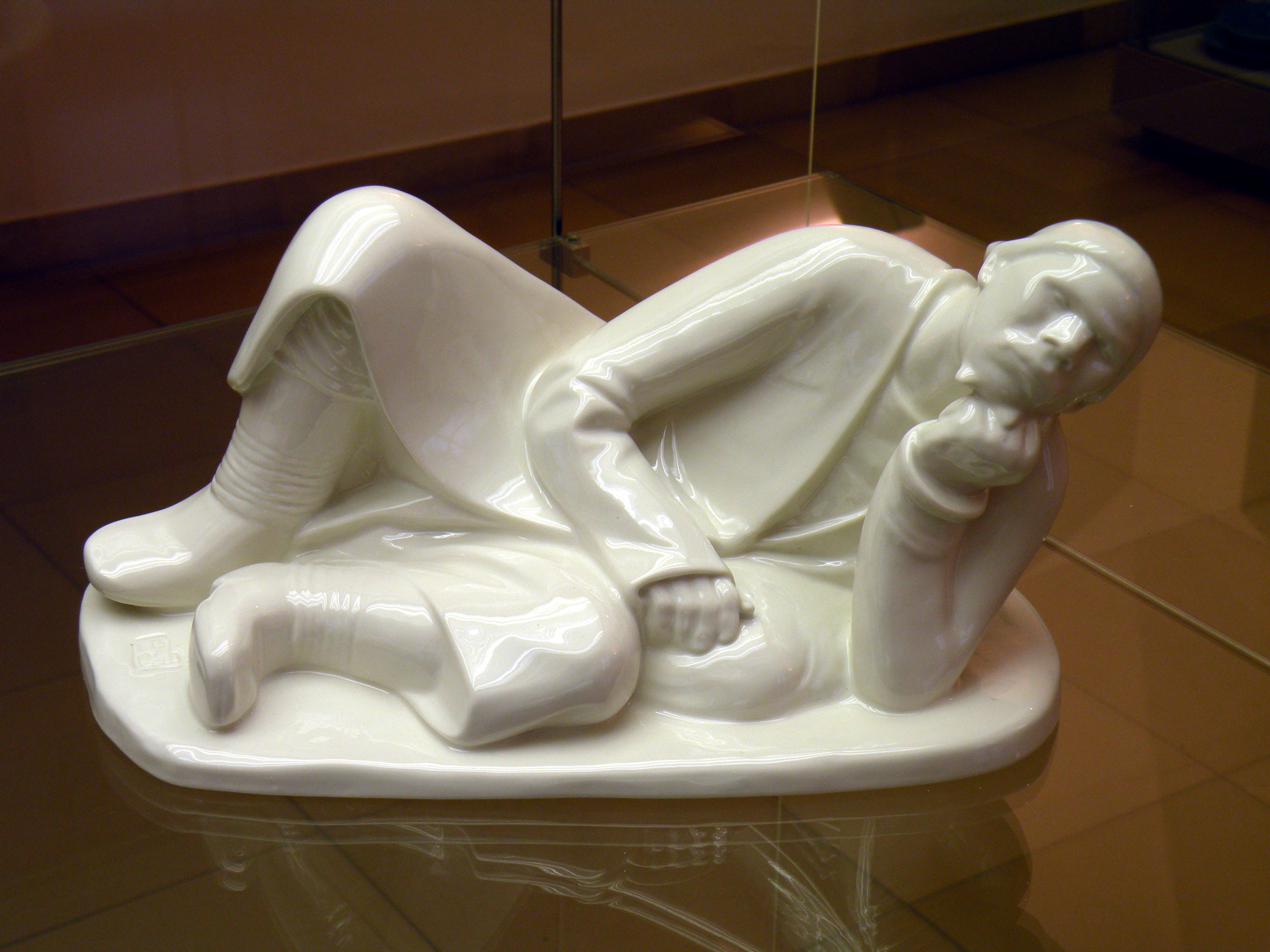
Лежить
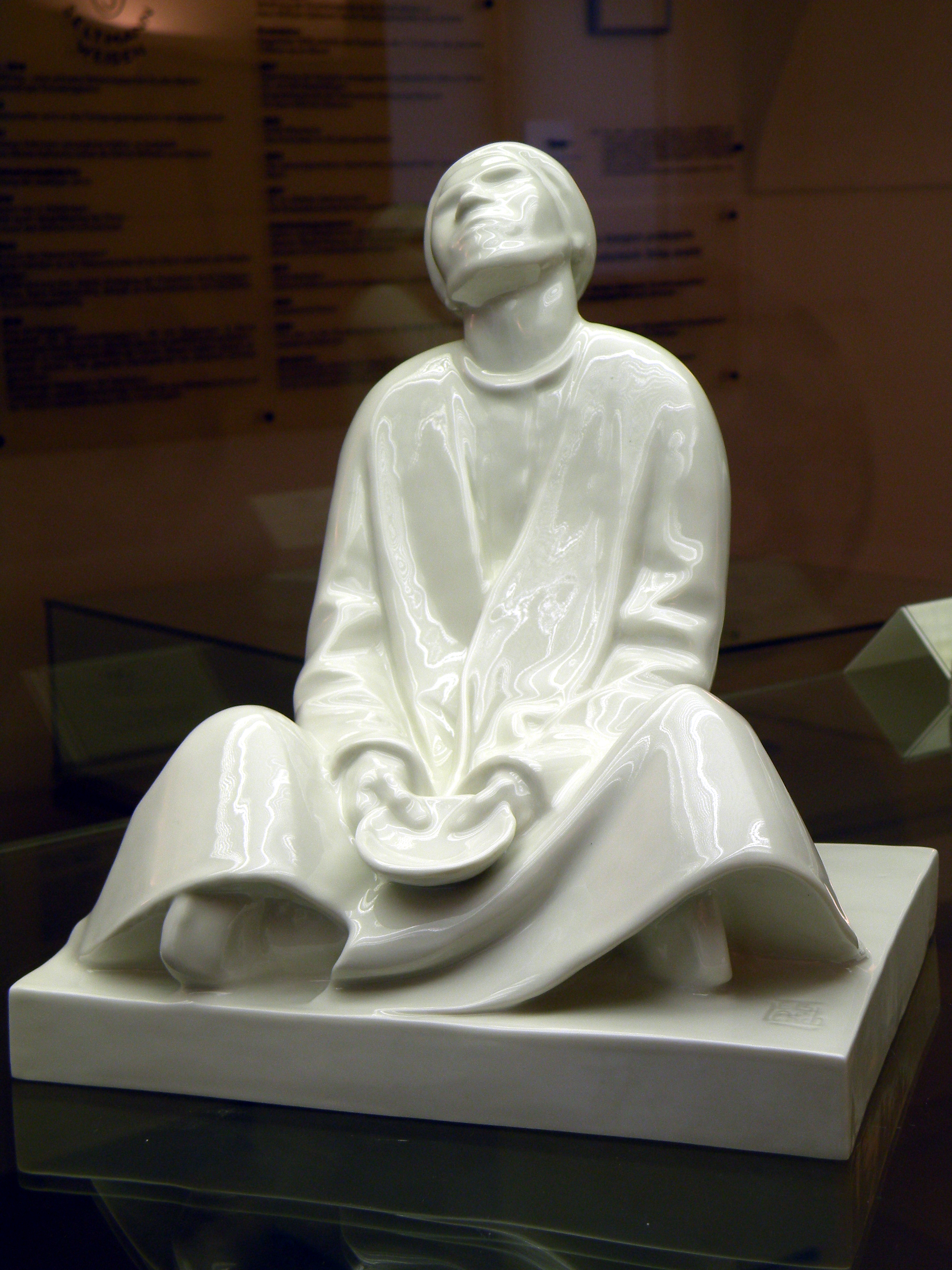
Сліпий жебрак
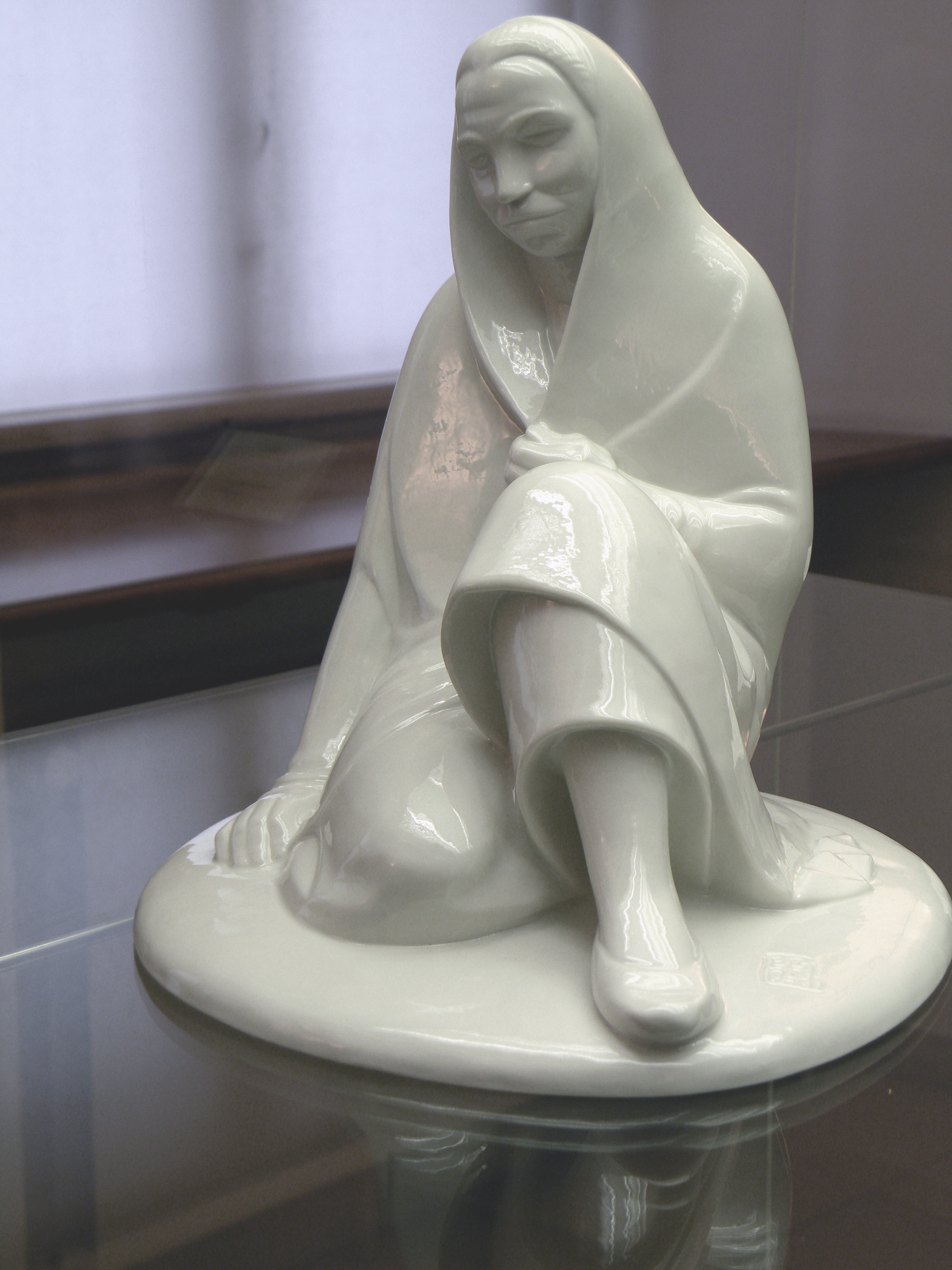
Жінка, що сидить (всі - порцеляна без розфарбування)

## Літературний доробок Барлаха (російською)
- Русский дневник (1906)
- Мертвый день (1912, драма)
- Гюстровский дневник (1917)
- Бедный кузен (1918, драма)
- Настоящие Седемунды (1920, драма)
- Подкидыш (1922, драма)
- Всемирный потоп (1924, драма)

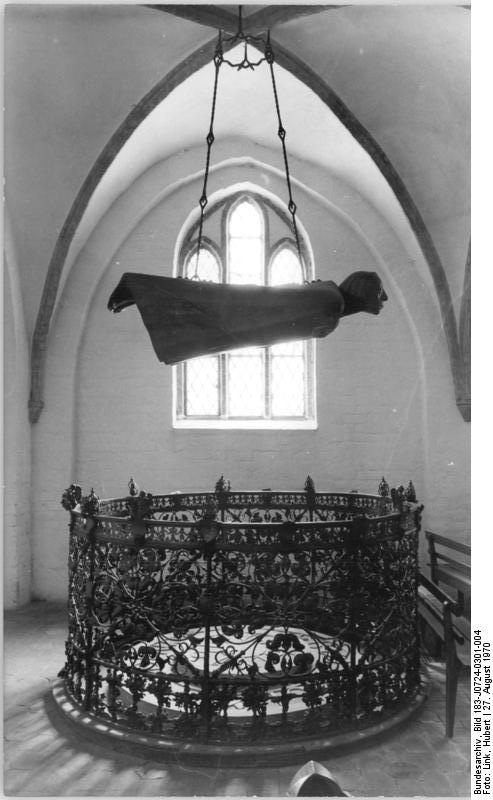
Янгол, що летить, Гюстров, катедральний собор

- Жизнь ее собственными словами (1928, автобиография)
- Славное времечко (1929, драма)
- Украденная луна (1948, роман, посмертно)
- Граф фон Рацебург (1951, драма, посмертно)